# Volavje
Volavje je naseljeno mjesto u Republici Hrvatskoj u Zagrebačkoj županiji.

## Zemljopis
Administrativno je u sastavu Jastrebarskog. Naselje se proteže na površini od 6,27 km².
Kroz naselje protječe rječica Volavčica.

## Stanovništvo
Prema popisu stanovništva iz 2021. godine Volavje ima 374 stanovnika koji žive u 120 kućanstava. 
| broj stanovnika | 397   | 403   | 421   | 497   | 472   | 460   | 442   | 456   | 474   | 484   | 491   | 483   | 456   | 499   | 445   | 398   | 374   |
|                 | 1857. | 1869. | 1880. | 1890. | 1900. | 1910. | 1921. | 1931. | 1948. | 1953. | 1961. | 1971. | 1981. | 1991. | 2001. | 2011. | 2021. |

## Znamenitosti
- Crkva Blažene Djevice Marije Volavske (Snježne), zaštićeno kulturno dobro